# UMTAS

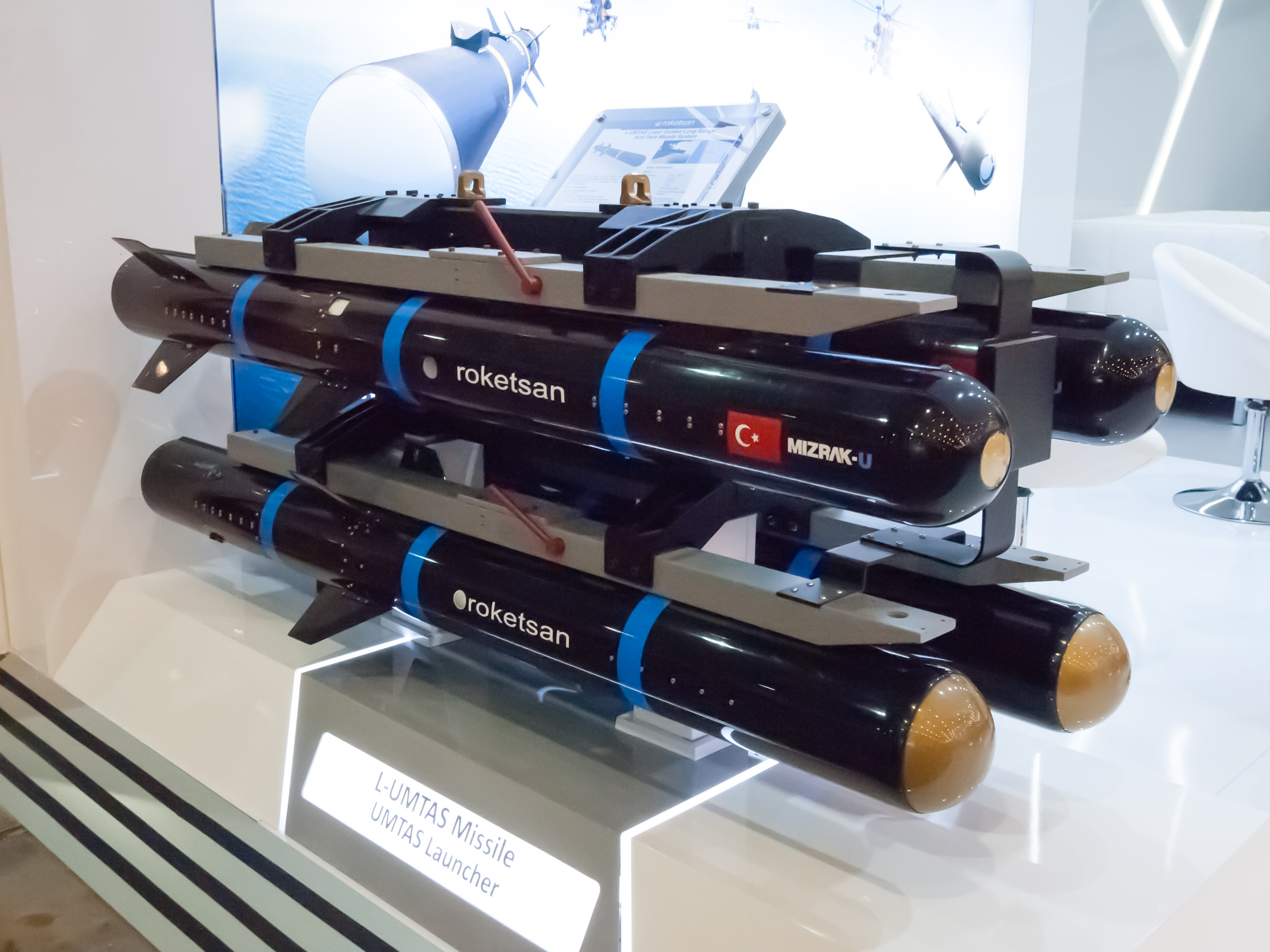
In Kiew ausgestellte UMTAS

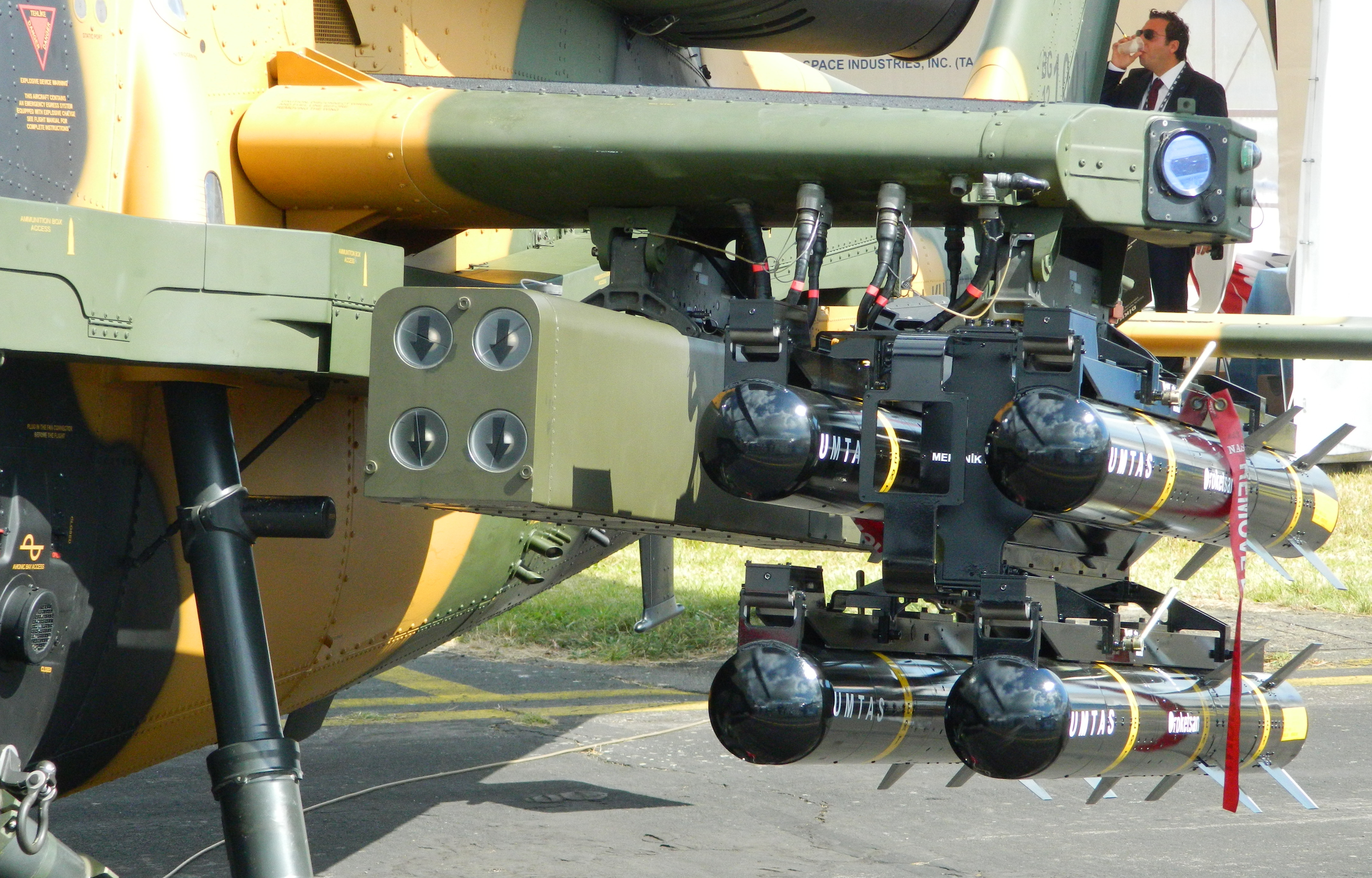
UMTAS-Batterie an einem TAI T129 Attack Helicopter

UMTAS oder Mizrak-U (Uzun Menzilli Tanksavar Sistemi) ist eine vom türkischen Rüstungs- und Raketenhersteller ROKETSAN entwickelte Luft-Boden-Panzerabwehrrakete mit einer Reichweite von 500 bis 8000 m. Der Flugkörper hat eine Länge von 175 cm und einen Durchmesser von 16 cm.

## Hintergrund
Das UMTAS-Programm wurde 2005 vom türkischen Unterstaatssekretariat für Verteidigungsindustrie (SSM) ins Leben gerufen, um T-129 ATAK-Kampfhubschrauber mit einer einheimischen Lenkwaffe auszustatten, die Rakete wurde entwickelt, um schwer gepanzerte Fahrzeuge anzugreifen.

## Einsatzmöglichkeiten
Die UMTAS-Rakete verfügt über die Infrarotlenkung Fire-and-Forget und Fire-and-Update und einen Tandem-Panzerabwehrsprengkopf.

## Versionen

### L-UMTAS
L-UMTAS ist eine lasergelenkte Version der UMTAS-Rakete.

### MAM-L
Die MAM-L wurde von der türkischen Firma Roketsan auf Basis der größeren L-UMTAS-Rakete entwickelt. Die L-UMTAS wurde dabei verkleinert, indem man den Raketenmotor entfernte und die MAM-L so zu einer möglichen Waffe für die Ausrüstung von Drohnen machte. Die Waffe wird vom Trägerfahrzeug abgeworfen und benutzt dann ihre Steuerruder, um im freien Fall auf ein vom Trägersystem mit einem Laserstrahl markiertes Ziel zuzusteuern.
Die Trägerdrohne leitet die MAM-L selbst zum Ziel, muss also während der gesamten Fallzeit der Waffe eine Sichtverbindung zu ihm haben. Die Reichweite der MAM-L ist damit auf etwa 8 Kilometer und die Fallzeit auf bis zu 80 Sekunden beschränkt. Die Genauigkeit wird vom Hersteller mit bis zu 3 Metern angegeben, die Splitterwirkung gegen Personen soll bis zu 20 Metern betragen.

## Aktuelle Einsatzplattformen

### Helikopter
- TAI T 129
- SH-60 Sea HAWK

### Flugzeuge
- TAI Hürkuş

### UAV
- Bayraktar Akinci
- TAI Aksungur
- TAI Anka
- Bayraktar TB2 (MAM-L)
- Vestel Karayel (MAM-L)